# Ett barn skal dödas
Ett barn skal dödas er en dansk kortfilm fra 1966, der er instrueret af Esben Høilund Carlsen efter manuskript af Stig Dagerman.

## Handling
Denne artikel mangler et handlingsreferat. Hjælp os med at skrive det.